# Acidulant

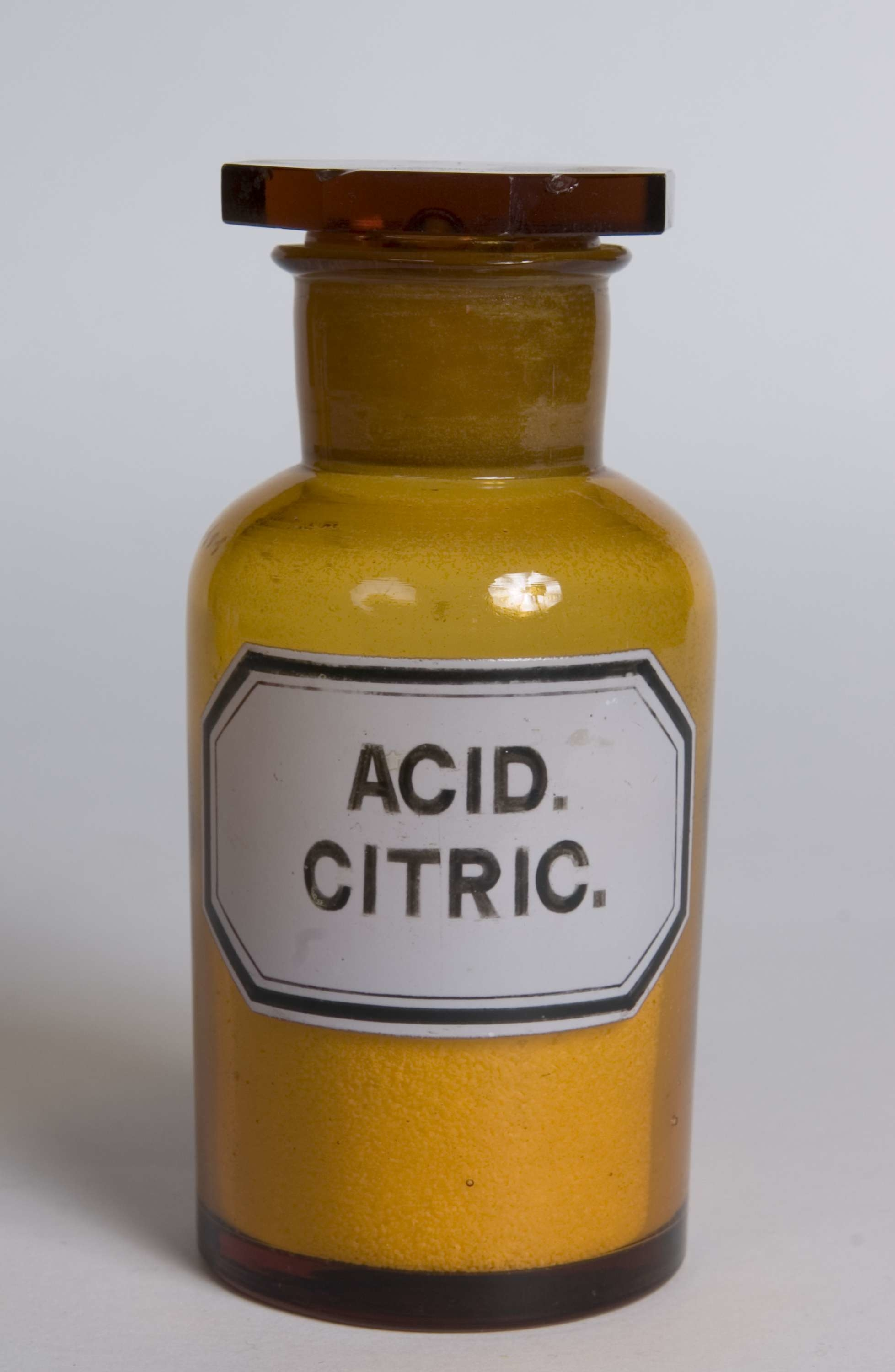
Envàs d'àcid cítric

Un acidulant és una substància que incrementa l'acidesa i en concret un acidulant alimentari és un additiu alimentari que incrementa l'acidesa d'un aliment o li dona un sabor àcid.
També influeixen en la conservació biològica dels aliments. Entre els diversos acidulants que s'utilitzen hi ha àcids carboxílics naturals, com per exemple l'àcid cítric i l'àcid acètic, i àcids inorgànics, com per exemple l'àcid fosfòric, que es fa servir, per exemple en la Coca-cola. També s'addicionen les sals d'aquests àcids principalment les sals de sodi per controlar-ne el pH (acidesa activa) i el sabor entre altres propietats desitjables del producte manufacturat. Per exemple en moltes begudes refrescants s'incorpora un acidulant, molt sovint l'àcid cítric, per a modificar la sensació d'excessiva dolçor (l'equilibri àcid/sucres) per la gran quantitat de sucre que incorporen. Els acidulants més usats en la indústria alimentària són: àcid sòrbic (E-200), àcid acètic (E-260), àcid làctic (E-270), diòxid de carboni (E-290), àcid màlic (E-296), àcid cítric (E-330), àcid tartàric (E-334) i àcid fosfòric (E-338).

## Àcid sòrbic, E-200

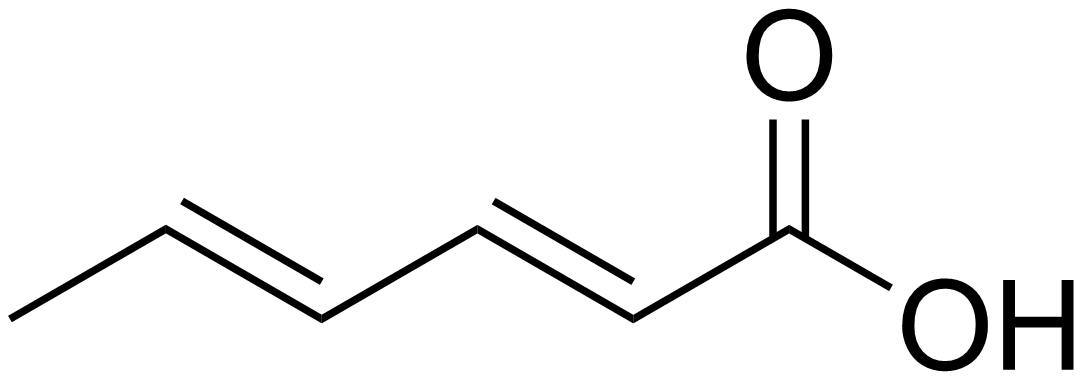
Estructura de l'àcid sòrbic.

L'àcid sòrbic o àcid hexan-2,4-dienoic, (codi alimentari E-200) és un àcid gras insaturat que es troba en algunes fruites i vegetals de manera natural. És un conservant excepcional a causa de la diversitat de microorganismes que és capaç d'inhibir, a més de ser un excel·lent antifúngic. La seva màxima efectivitat es dona en aliments àcids i moderadament àcids, el pH dels quals sigui menor a 6,5. A més, és tant liposoluble com hidrosoluble. No té sabor i perd part dels seus efectes quan se sotmet a altes temperatures com els fornejats o bullits. Aquesta és la raó per la qual la indústria alimentària l'utilitza en l'elaboració de verdures fermentades, sucs de fruites, amanides preparades, vins i sidres, vinagre, margarines, productes lactis (iogurts, formatges), pizzes precuinades, marisc, sopes precuinades, pastisseria i suplements dietètics.

## Àcid acètic, E-260

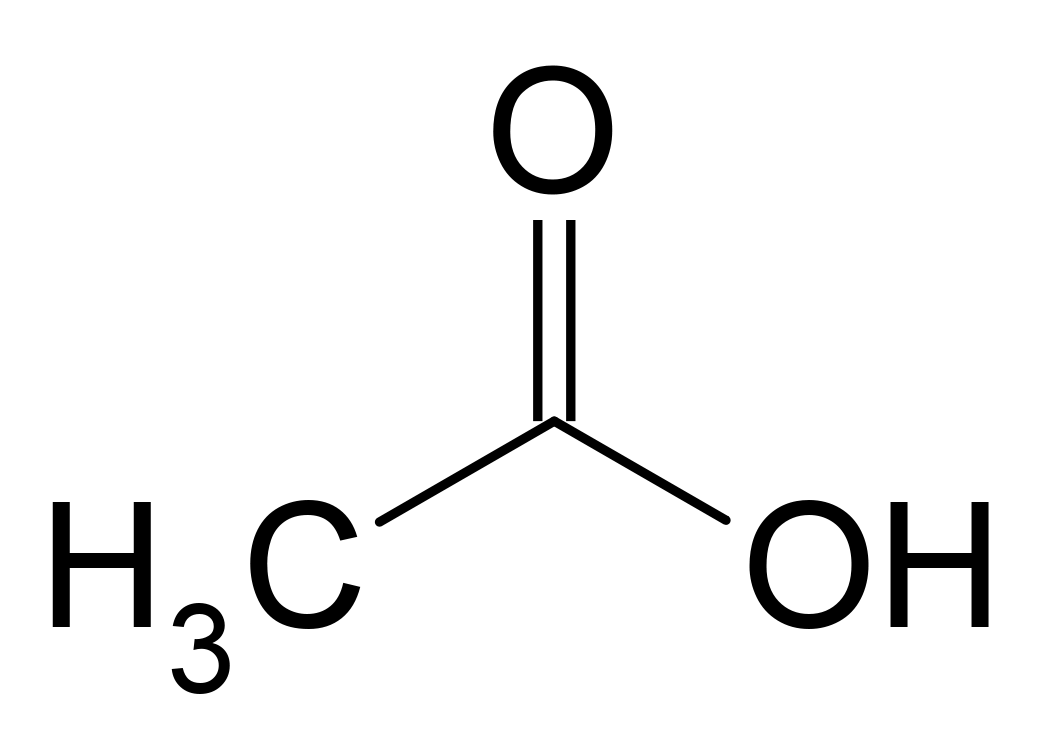
Estructura de l'àcid acètic.

L'àcid acètic, o àcid etanoic, (codi alimentari E-260) és un àcid carboxílic natural que es presenta en forma d'un líquid clar, viscós, amb olor picant i soluble en aigua. Quan es refreda per sota de 16,7 °C, pateix solidificació formant cristalls brillants, incolors i transparents amb aspecte de gel. A causa d'aquest fet, l'àcid acètic en estat pur rep el nom d'àcid acètic glacial. És l'àcid del vinagre, que es produeix per fermentació alcohòlica de l'etanol del vi. Els vinagres tenen una concentració entre el 3 i el 5 % d'àcid acètic i s'han emprat des de l'antiguitat com a conservants en els envinagrats. Actualment, s'empra en la indústria alimentària com a acidulant i conservant en envinagrats, maioneses, amanides, salses i productes carnis.

## Àcid làctic, E-270

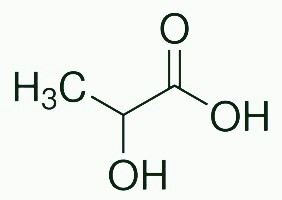
Estructura de l'àcid làctic.

L'àcid làctic, o àcid 2-hidroxi-propanoic, (codi alimentari E-270) s'obté mitjançant la fermentació làctica. Molt abans de comercialitzar-se, s'obtenia per fermentació natural de productes com el formatge, el iogurt o el llevat. Posseeix una àmplia gamma de possibilitats d'utilització a la indústria alimentària, sent un ingredient important per a la producció de productes carnis curats, productes fermentats, i productes marinats. S'utilitza com a conservant i antioxidant a la indústria dels dolços i pastissos. També es fa servir en refrescos i productes congelats.

## Diòxid de carboni, E-290

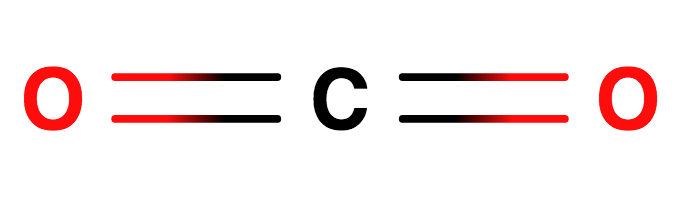
Estructura del CO₂.

El diòxid de carboni CO₂ (codi alimentari E-290) és un gas incolor, inodor i de gust àcid. És el gas que es genera durant la respiració dels éssers vius i en la combustió. És molt soluble en aigua, ja que reacciona amb ella per donar àcid carbònic H₂CO₃. És el causant de l'augment de la temperatura a la Terra per efecte hivernacle. S'empra com additiu alimentari en refrescos amb bombolles, gasoses, begudes energètiques, tòniques, pastellaria, brioixeria, i alguns dolços per a nins que reaccionen en contacte amb la saliva.

## Àcid màlic, E-296

Estructura de l'àcid L-màlic.

L'àcid màlic, o àcid hidroxisuccínic o àcid 2-hidroxibutandioic, (codi alimentari E-296) és un àcid carboxílic que es troba de forma natural en moltes fruites i baies, com a les síndries, prunes, pomes i cireres. Té sabor àcid net, madur i suau, que perdura. Hi té un paper essencial en el metabolisme dels glúcids i, consegüentment, en la producció d'energia per al cicle cel·lular. Es presenta sota la forma d'una pols blanca produïda per hidratació d'àcid maleic i fumàric. S'utilitza a la indústria alimentària com a agent esmortidor del pH. Té la propietat de dissoldre's fàcilment en les begudes carbonatades, en què s'usa habitualment. S'empra per proporcionar un medi àcid adequat perquè actuïn els llevats involucrats en la fermentació. S'aplica a productes com el vi, àcid a les fruites, begudes enllaunades i congelades, així com als sucs de fruites. També com a aromatitzant i saboritzant en begudes refrescants, especialment en aquelles que han estat elaborades amb aroma a poma. En rebosteria, com a potenciador de la gelificació de les pectines presents a les confitures. També es fa servir en diverses begudes per realçar determinats sabors i atenuar la dolçor produïda pel sucre.

## Àcid fumàric, E-297

Estructura de l'àcid fumàric.

L'àcid fumàric, o àcid butendioic, (codi alimentari E-297) és present de manera natural en les cèl·lules de diversos fongs, produït també a la pell humana quan s'exposa a la llum solar i també present en alguns fruits i verdures. Produït comercialment per síntesi química a partir de l'àcid màlic. És un substància cristal·lina, inodora, no higroscòpica i amb solubilitat limitada en aigua. S'empra a truites, fleca, rebosteria, postres.

## Àcid cítric, E-330

Estructura de l'àcid cítric.

L'àcid cítric (codi alimentari E-330) és un àcid dicarboxílic fet servir com additiu d'ampli espectre, present naturalment a les fruites cítriques (llimona, taronja, mandarina...). Té un paper vital al metabolisme, durant el cicle de producció d'energia a partir dels aliments (cicle de Krebs). A la indústria alimentària s'utilitza com a additiu (acidulant i antioxidant). Es fa servir principalment en formatges, productes alimentaris a base de cacau i xocolates, sucs de fruites, productes congelats, confitures, begudes refrescants, enllaunats i altres. Prevé la terbolesa, ajuda en la retenció de la carbonatació, potencia els conservants, confereix sabor "fruital" característic, prolonga l'estabilitat de la vitamina C, redueix els canvis de color, realça les aromes i regula el pH el medi.

## Àcid tartàric, E-334

Àcid (L)-tartàric.

L'àcid tartàric, o àcid 2,3-dihidroxibutanoic, (codi alimentari E-334) és un àcid dicarboxílic que s'empra com un acidulant natural. Tant ell com algunes de les seves sals, s'obtenen com a subproductes de la fermentació del vi. L'àcid tartàric i les seves sals són sòlids incolors fàcilment solubles en aigua. Posseeix gran importància en la indústria alimentària, i pot ser classificat com a agent inactivador de metalls. A més s'usa com a antioxidant, agent gelificant a les pectines, aromatitzant i potenciador dels antioxidants presents al raïm. El característic sabor agre el torna compatible amb els aromatitzants de fruites, especialment per als raïms. S'utilitza en el vi per proporcionar un medi àcid idoni per fermentar-lo, ja que aconsegueix millorar l'aroma dels vins poc àcids. També s'utilitza en gelees, compotes, confitures, aliments a base de cacau, xocolates, begudes i sopes enllaunades.

## Àcid fosfòric, E-338

Estructura de l'àcid fosfòric.

L'àcid fosfòric (codi alimentari E-338), fórmula H₃PO4, és l'únic àcid inorgànic a la llista dels àcids emprats per a fins alimentaris. A la indústria alimentària, es fa servir principalment en les begudes carbonatades, com a aromatitzant i saboritzant. S'utilitza per elaborar el formatge per disminuir el temps de processament i augmentar els nivells de calci. També es fa servir en altres derivats lactis, com ara la mantega, reduint el temps de processament i augmentant l'estabilitat. En greixos i olis, actua amb altres additius per prevenir la ranciesa per oxidació. L'àcid fosfòric ajuda en el procés de clarificació del sucre i es fa servir en petites quantitats per donar el sabor àcid en salses per a amanides, on també és fet servir per disminuir l'activitat biològica prevenint la degradació d'aquestes salses. A la indústria de les gelees i les gelatines s'empra especialment per prevenir la disminució d'humitat.